# Восьмомартовский сельсовет
Восьмомартовский сельсовет — муниципальное образование в Ермекеевском районе Башкортостана.

## История
Согласно «Закону о границах, статусе и административных центрах муниципальных образований в Республике Башкортостан» имеет статус сельского поселения.

## Население
| 2002 | 2009  | 2010  | 2012  | 2013  | 2014  | 2015  |
| ---- | ----- | ----- | ----- | ----- | ----- | ----- |
| 1225 | ↘1199 | ↘1129 | ↘1087 | ↘1072 | ↘1065 | ↘1036 |
| 2016 | 2017  |       |       |       |       |       |
| ↘998 | ↘981  |       |       |       |       |       |

## Состав сельского поселения
| № | Населённый пункт   | Тип населённого пункта       | Население |
| - | ------------------ | ---------------------------- | --------- |
| 1 | Село имени 8 Марта | село, административный центр | ↘778      |
| 2 | Новошахово         | село                         | ↘262      |
| 3 | Знаменка           | село                         | ↘45       |
| 4 | Талды-Булак        | деревня                      | ↘44       |